# Ráth Károly (gazdaságpolitikus)
Ráth Károly (Szeged, 1838. július 6. – Budapest, 1902. május 1.) iparszervező, gyáralapító, publicista, politikus, királyi tanácsos. A kisipari termelő és értékesítő szövetkezetek felállításának kezdeményezője, a Kereskedelmi Múzeum megszervezője és igazgatója, a háziipart felkaroló hazai mozgalmak egyik vezetője. Ráth György műgyűjtő és Ráth Mór könyvkiadó öccse, Ráth-Végh István író apja.

## Élete
A középiskola befejeztével hosszabb németországi tanulmányútra ment.

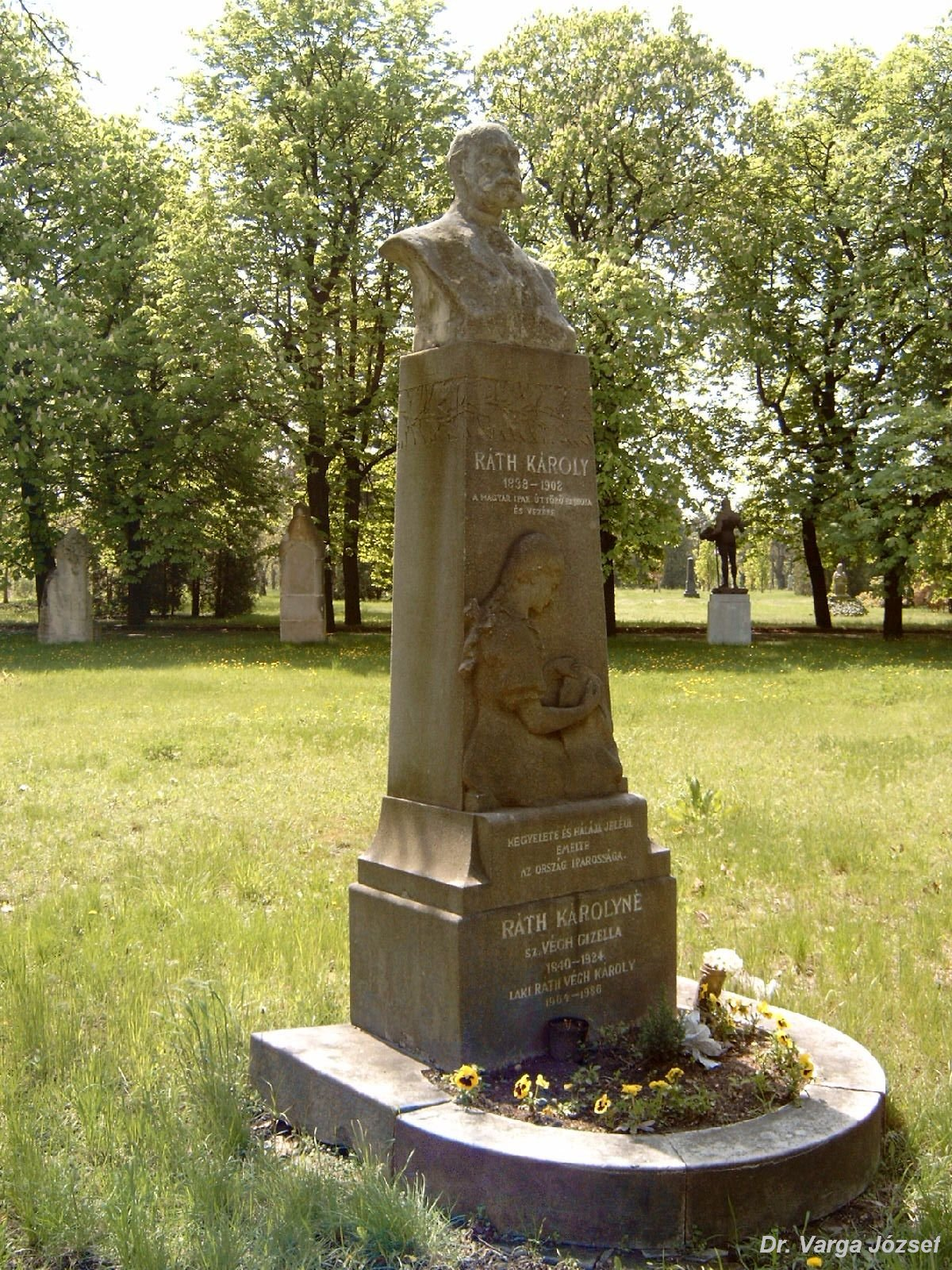
Ráth Károly sírja Budapesten. Kerepesi temető: 29/1-1-22. Ifjabb Mátrai Lajos szobrász és Hikisch Rezső építész alkotása.

1862-ben Pesten szalmakalapgyárat alapított, társa Micsei Rudolf volt. Gyártmányaik több külföldi kiállításon kitüntetésben részesültek. 1868-tól a kisiparosi réteget támogatta a gyáriparral szemben, a versenyképesség növelését tűzte ki célul. Tapasztalatai alapján a szalmafonást népszerűsítette. Kisipari termelő- és értékesítő szövetkezeteket hozott létre.
1875–81 között Pápa város országgyűlési képviselője volt. 1876-ban a Budapesti Kereskedelmi és Iparkamara alelnöke, 1893-ban a Kereskedelmi Múzeum igazgatója lett.
1896-ban az iparügyben tett érdemei elismeréséül királyi tanácsosi címet kapott. Ugyanezen évben megkapta a török III. osztályú medsidje-rendet. 1899-ben a magyar kereskedelmi részvénytársaság kiviteli osztályához nevezték ki miniszteri biztosnak. 1902-ben hunyt el Budapesten.